# ドーナツ化現象

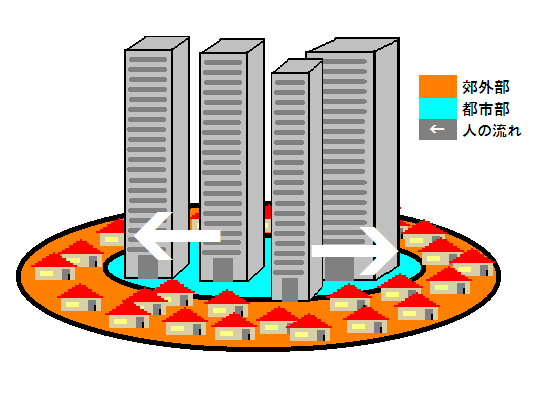

ドーナツ化現象（ドーナツかげんしょう、英語: doughnut phenomenon）とは、都市化の進行下で都心の居住人口が減少し、郊外の居住人口が増加する反都市化現象のことである。このとき、都心では土地利用の高度化の進行によりオフィス化が進行するものの、郊外は宅地化が進行している。ドーナツ現象ともいう。中心部が空洞であるリングドーナツの形状（アニュラス）になぞらえている。社会問題の一つ。主として日本国内に関して用いられる用語であり、一般的には郊外化・都心の荒廃も参照。
ドーナツ化現象は‘‘ドーナツ‘‘という単語が含まれるが、上記の通り単にリングドーナツの形状と似ているのみであり、それ以外の共通点は無い。

## 概要
生活水準が向上すると、広い住宅に住みたがり、郊外に一戸建てを立てるのは、世界的な傾向である。高度経済成長期の日本も例外ではない。都市の成長と共に中心市街地では「過密」による騒音や排気ガス、ゴミ問題が起きるので、一般住宅が減少し、事務所や商業施設が増加する現象が見られる。従って、中心市街地では昼間人口は増えるものの、居住者（夜間人口）が減少し、コミュニティの崩壊などが問題になる。一方郊外においては、都心からの人口流入が急速である場合、それに対応する社会資本整備が追いつかない、無計画な都市化が進むなどといった問題が発生している。
郊外に住宅を取得し移転するのは、主に子供がいる生産年齢人口であることから、児童数の増減は、全体の人口以上に急激なものとなる。従って、中心部では、児童数の減少による学校の統廃合、郊外では、その増加による学校施設の不足や施設整備にかかる自治体の財政負担の重さなどが大きな問題（待機児童など）としてとりあげられやすい。一方、中心市街地には、老年人口の比率の増加がみられ、高齢化が進む。2005年（平成17年）国勢調査では、六大都市の都心で高齢化が見られるようになった。
ドーナツ化が起こる原因としては、生活水準の向上、中心部の住居費の高騰や環境悪化、郊外へのロードサイド店舗の進出（それに伴う中心市街地の店舗の撤退）等による郊外の住環境の向上、都心部の住環境の悪化・車社会への対応の遅れなどがあげられる。

## 日本におけるドーナツ化現象
日本の場合、この現象は郊外でのニュータウン建設などが盛んであった高度経済成長期から見られるようになり、地価が高騰するバブル景気の時期には、より顕著になった。特に東京、大阪、名古屋の三大都市圏においては、隣接県への急激な人口流出としても現れている。
20世紀後半、国レベルでは集中、都市レベルでは分散が発生した。東京都市圏では、1960年代から1990年代にかけて都心3区（千代田区・中央区・港区）では人口が減少し、1960年代後半から1990年代半ばまでの東京都区部でも人口の転出超過が継続していた。しかし、郊外では人口増加が進行していた。
また、関連して次のような現象も問題となっている。
団地型高齢化
都心からの人口流入の減少、成人した子どもが独立・離家をする「世帯分離」の発生、既設の住宅地から近隣の住宅地への住み替えなどにより、特に供給後年数の経った住宅地や都心から遠い郊外外縁部などを中心に、郊外側での人口減少や急激な高齢化が指摘されるようになっている。特に、住宅団地においては入居時期が集中し、また近似したライフステージの人々が転入したため、一斉に高齢者の仲間入りする現象が各地で見られ、「団地型高齢化」と呼ばれる。
都心回帰
バブル経済の崩壊後、地価の下落、不況や海外への工場移転などで不良資産化した企業保有土地の大量放出、超高層建築技術の向上と規制緩和、郊外部での通勤ラッシュなどにより、都心部やその近傍での住宅供給は増加に転じた。もともと中心業務機能や大規模な商業機能に至近の位置にあるという利便性を有する都心部で、比較的安価な集合住宅の大量供給は都心居住者の増加をもたらした。それによって、一部小学校の児童数も増加するといった現象がみられる。こうした現象を総称して「都心回帰」と呼ばれる。
地方都市においても、平成期から中心市街地における分譲マンション等の建築が盛んになり、大規模なものではないが、人口の流入がみられる。これらには高齢となり、自動車の運転ができなくなった人たちの需要も含まれる。
この例としては、阪神大震災の復興とともに中央区へ人々が戻りつつある神戸市などがある。
しかし、多くの地方の過疎地で新旧住民が没交渉になるように、マンションの住民と、商店主など昔からの都心の住民とは没交渉になりやすい傾向がある。
地方都市のドーナツ化
大都市圏外の地方都市においては、居住機能のドーナツ化だけでなく、商業機能のドーナツ化がみられる。モータリゼーションの進行に伴う郊外や国道沿い・バイパス道路への大型店・ショッピングセンターの進出によるロードサイド店舗の拡大が続き、「シャッター通り」とも表現される中心市街地の衰退に歯止めがかからない状態が続いている。市街地の再開発等によって活性化を図る動きも各地でみられるが、予算不足により遅々として進まない状況が大勢である。まとまった土地が必要なことから、公共施設や公立病院等についても郊外への移転がすすんでおり、中心街のドーナツ化に拍車をかけている。